# رامون تاپیا
رامون تاپیا (انگلیسی: Ramón Tapia; ۱۷ مارس ۱۹۳۲ – ۱۱ آوریل ۱۹۸۴) بوکسور اهل شیلی بود.